# Sherin Khankan
Sherin Khankan (født Ann Christine Khankan 13. oktober 1974 i Danmark) er en dansk imam, forfatter, religionssociolog, NGO-direktør, foredragsholder og samfundsdebattør. Hun har i tidens løb især beskæftiget sig med spørgsmålet om islams og muslimers rolle i det moderne Europa. Hun er stifter af og mangeårig talskvinde for Forum for Kritiske Muslimer og har desuden været medlem af og folketingskandidat for Det Radikale Venstre. I januar 2013 stiftede hun "Syrian Opposition in Denmark", en dansk syrisk modstandsbevægelse til støtte for den demokratiske opposition i og udenfor Syrien. I 2016 var hun medstifter af Mariam Moskeen, og blev en af Danmarks to første kvindelige imamer. Tidligere fast skribent på Dagbladet Information, Jyllandsposten og Kristeligt Dagblad. I 2006-11 var hun lærer og skolevejleder på den muslimske friskole Nordvest Privatskole, og fra 2012 har hun undervist på Folkeuniversitetet i København.
Hendes oprindelige navn er Ann Christine Khankan, men er altid, af sin familie, blevet kaldt "Sherin", som betyder "den søde". Som 18-årig begyndte hendes proces med at blive praktiserende muslim, og i den forbindelse skiftede hun navn til Sherin.

## Familieliv
Sherin Khankan har en syrisk, muslimsk far og en finsk kristen mor. I et avisinterview til Berlingske har hun udtalt, at denne baggrund har gjort, at hun altid har følt sig i et krydsfelt og følt, at det var hendes opgave i livet at forene modsætninger. Hun var gift med lægen Imran Sarwar 2003-2016 med hvem hun fik fire børn.
I 2024 blev hun gift med art director Elias Benakrich, og tilsammen har de seks børn fra tidligere ægteskaber.

## Uddannelse
Sherin Khankan startede med at læse religion på Københavns Universitet i 1992 og tog desuden kurser på Carsten Niebuhr Instituttet i arabisk. Trods sin familiebaggrund har hun ikke arabisk som modersmål. Khankan færdiggjorde sin cand.mag.-uddannelse i religionssociologi og filosofi i 2002 med speciale i islamisk aktivisme og sufisme i Syrien.

## Yderligere uddannelse
2018: Certificeret Kognitiv Psykoterapeut ( Wattar Gruppen, Kognitivt Psykologcenter)
2018: Certificeret Børnegruppeleder ( Center for Familieudvikling)
2019: Certificeret KIFF leder for skilte forældre ( Center for Familieudvikling)

## Awards
2016, Kraks Blå Bog
2016, Kvindernes Blå Bog
2016, På BBCs liste over de 100 mest indflydelsesrige kvindelige pionerer i verden
2018, På Global Influence list - Blandt verdens 207 "Thought Leaders of Global Influence"
2018, Modtager af Mathildeprisen, ved Dansk Kvindesamfund
2018, Modtager af Kafkatten, Retspolitisk Forums pris
2018, Modtager af Global Hope Award under UNESCO, New York
2019, De 100 mest spirituelle indflydelsesrige mennesker in 2019 (Watkins’ Spiritual 100 list)

## International anerkendelse
2018: Sherin Khankan inviteres til Münster (Tyskland) og Lausanne (Schweiz) for at holde 2 Tedx Talks.
2018: Den 26 marts inviteres Sherin Khankan til et personligt møde med den franske præsident Emmanuel Macron på Elysee Palæet i Paris.

## Exitcirklen
Khankan tog i 2014 initiativ til Exitcirklen - veje ud af psykisk vold som hun er forkvinde og direktør for. Exitcirklen organiserer samtalegrupper for personer, der har været udsat for psykisk vold, social kontrol og religiøs social kontrol. I dag har Exitcirklen 7 samtalegrupper fordelt i København, Odense, Aarhus, Aalbog og Esbjerg.

## Kritiske Muslimer
Sherin Khankan tog i 2001 sammen med lektor Henrik Plaschke initiativ til at stifte foreningen Forum for Kritiske Muslimer og har siden været foreningens formand/talskvinde. Baggrunden for foreningen var diskussioner i den danske offentlighed om, hvordan man forener islam med modernitet og demokratisk livsførelse, debatten om euroislam og en intern diskussion blandt danske og europæiske muslimer om, hvem der har retten til at fortolke islam. Foreningen ønsker at fremme debatten mellem kritiske og selvstændigt tænkende muslimer, der ofte føler sig under pres fra såvel danske kritikere som konservative islamister. Foreningen karakteriserer sig selv som en sufiorienteret reformbevægelse, som ønsker at arbejde for en demokratisk og pluralistisk tilgang til islam. Foreningen har bl.a. forsøgt at modarbejde foreningen Hizb ut-Tahrirs tiltrækningskraft på unge, rodløse muslimer. Foreningen mente ikke, at Hizb ut-Tahrir skulle forbydes, men at den skal bekæmpes i det åbne med modargumenter og kritisk dialog.

## Politisk engagement
Sherin Khankan blev i 2002 opstillet som folketingskandidat for Radikale Venstre i den daværende Søndre Storkreds. Senere samme år skabte det imidlertid stor opmærksomhed, da hun i september 2002 på Radikale Venstres landsmøde valgte at stemme imod en resolution under overskriften "Nej til Sharia-lovgivning", som fordømte stening af den nigerianske kvinde Aminah Lawal. Khankan understregede, at hun fuldt ud støttede indholdet i resolutionen, hvor der blev taget afstand fra religiøs lovgivning, stening og dødsstraf, men var uenig i overskriften med henvisning til, at sharia-begrebet egentlig handler om veje til Gud og ikke er ensbetydende med religiøst baserede love med barbariske straffe.
Efter episoden blev hun af sin partiforening omtalt som "kontroversiel", og i foråret 2003 mistede hun sit folketingskandidatur i den daværende Søndre Storkreds i København, da hun tabte et kampvalg til Christian Friis Bach.
Hun meldte sig ud af det Radikale Venstre efter 5 års medlemskab med begrundelsen: "Jeg har efter lange overvejelser besluttet mig for at forlade Det Radikale Venstre (...) Partiets højrefløjs verdslige fundamentalisme dominerer partiet i en grad, der gør det umuligt for mig at identificere partiets mulighed for at skabe syntese i en globaliseret verden, der er kendetegnet ved mangfoldighed." (Citeret fra "Islam & Forsoning", 2006)
Senere har hun givet udtryk for, at det ikke bør være et problem at blande politik og religion, og at ligesom mange danske politikere bruger deres kristne værdier, kan demokratiske muslimer på samme måde hente inspiration fra deres religion til deres politiske virke.

## Kvindelige imamer
Khankan har i mange år advokeret for, at kvinder også kan fungere som imamer, og i 2016 var hun med til at stifte Mariam-moskeen i København, der henvender sig til og ledes af muslimske kvinder. Khankan udgjorde selv sammen med Saliha Marie Fetteh de to første imamer i moskeen. I efteråret 2016 startede moskeen et akademi med henblik på at uddanne kvindelige imamer.

## Forfatterskab
Bøger:
- La Femme est l’avenir de l’Islam- Le combat d’une Imame (2017, Stock, France)

- Women are the future of Islam (2018, Penguin Books, UK) - også oversat til finsk og udkommer i Spanien og Indien i 2019.

- "Islam og Forsoning – en offentlig sag" (2006, Lindhardt & Ringhof),
- Muslimernes Islam- Religion-Kultur-Samfund (2010, Pantheon) og
- Paradis ligger under mors fødder (2011, Haase & Søn).

Bidragsyder til flere antologier:
- "De røde sko-Feminisme Nu" (2002)
- "Ord på Samvittigheden" (2004)
- "Syrernes Damaskus" (2005)
- Interviewet "Født i et krydsfelt" i bogen "Ønskebørn" (2007)

## Dokumentarfilm
I 2019 udkom dokumentarfilmen Reformisten med Sherin Khankan som hovedrolle. Dokumentaren var åbningsfilmen til den 16. udgave af den internationale dokumentarfilmfestival CPH:DOX.